# 19833 Віквор
19833 Віквор (19833 Wickwar) — астероїд головного поясу, відкритий 28 вересня 2000 року.
Тіссеранів параметр щодо Юпітера — 3,290.